# Нил Нитин Мукеш
Имя этого человека состоит из личного имени — Нил, отчества — Нитин и имени деда — Мукеш.
Нил Нитин Мукеш (хинди नील नितिन मुकेश, англ. Neil Nitin Mukesh; род. 15 января 1982 года, Бомбей, Махараштра, Индия) — индийский актёр, снимающийся преимущественно в фильмах на хинди.

## Биография
Нил Нитин Мукеш родился 15 января 1982 года в семье музыкантов, его отец — певец Нитин Мукеш, а дед — знаменитый певец Мукеш Чанд Матхур, вошедший в историю наряду с Мохаммедом Рафи, Кишор Кумаром и Манна Деем, как один из великих певцов Болливуда. Его назвала Лата Мангешкар в честь астронавта Нила Армстронга.
Ещё будучи ребёнком, он снялся в кино в 1988 году, сыграв в фильме «Путь к победе», в роли персонажа Риши Капура в детстве, а также юного персонажа Говинды в Jaisi Karni Waisi Bharnii.

## Карьера
Дебют Нила состоялся в триллере Шрирама Рагхавана «Джонни предатель» (2007). Его изображение плута и обманщика Джонни заслужило положительные отзывы критиков
и принесло ему номинацию на Filmfare Award за лучшую дебютную мужскую роль. Таран Адарш с сайта Bollywood Hungama описал его как «абсолютно естественного»: «Юноша удерживает роль с ловкостью. Есть только одно слово, чтобы описать его исполнение — превосходно!»
Однако несмотря на одобрение критиков фильм не смог собрать хорошую кассу.
Первым релизом Нила в 2009 году стал научно-фантастический триллер «Остановись, мгновение!» в паре с Бипашей Басу, где он сыграл фотографа, который унаследовал камеру (снимки которой предсказывают будущее) от своего деда-ученого. Фильм потерпел провал в кассе и у критиков, а игра Нила получила смешанные отзывы.
В следующий раз он появился в драматическом боевике Кабира Хана «Нью-Йорк» вместе с Джоном Абрахамом, Катриной Каиф и Ирфаном Ханом. Исследующий последствия событий 11 сентября, фильм имел критический и коммерческий успех, заработав 617,5 миллионов рупий по всему миру.
Его исполнение роли принесло ему похвалы критиков и номинацию на Filmfare Award за лучшую мужскую роль второго плана.
Субхаш Джа из Times of India написал: «Нил, как студент-второкурсник с американским патриотизмом во взгляде является вполне убедительным, заслуживающим доверия и поддерживающим двух центральных исполнителей».
Его последним фильмом в этом году стал «Взаперти» Мадхура Бхандаркара, драма вращающаяся вокруг жестокой реальности, с которой сталкиваются заключенные в индийских тюрьмах. Некоторые излишне откровенные для Индии сцены фильма вызвали споры, и часть из них была удалена.
Фильм не имел успеха в прокате, но Нил получил похвалы критиков.
Таран Адарш написал: «Мало того, что Нил Нитин Мукеш представил свою самую качественную работу на сегодняшний день, но эта работа с легкостью займет место среди лучших в этом году. Он передает трогательность и беспомощность, которая требуется персонажу, с удивительным пониманием. Он заслуживает похвалы за своё экстраординарное исполнение».
В 2010 году Нил исполнил главную роль в романтической драме Прадипа Саркара «Бей и лети!» в паре с Дипикой Падуконе. Несмотря на то, что фильм получил смешанные отзывы, его исполнение роли бойца было оценено критиками.
Согласно Соние Чопра из Sify, его «недооценённый актерский стиль отлично дополняет набросок персонажа».
Блесси Четтиар из Daily News and Analysis заметила: «Он отлично смотрится в каждом кадре и исполняет бурное поведение [персонажа] с размахом».
«Бей и лети!» имел умеренный коммерческий успех с доходом в 305 миллионов рупий.
В этом же году Нил сыграл в драматическом триллере Судхира Мишры «Что с тобой будет, Джонни?». В апреле 2010 года она также был назначен послом бренда одной из ведущих в стране марок одежды — Oxemberg.
В следующем году Нил снялся в чёрной комедии Вишала Бхардваджа «Семь прощённых убийств», где Приянка Чопра исполнила роль женщины, убивающей своих мужей в стремлении найти настоящую любовь. Актёр сыграл первого мужа героини майора Эдвина Родригеса, высокомерного и собственнического военного офицера, потерявшего ногу при операции «Голубая звезда» в 1984 году. Фильм был впервые показан на 61-м кинофестивале в Берлине. Картина стала коммерческим провалом, получила неоднозначную реакцию со стороны критиков, но игра Нила получила похвалу. Нихат Казми написала, что он «преуспел в качестве скотины».
В 2012 Нил снялся в «Игроках» Аббаса и Мастана Бурмаваллы в составе актерского ансамбля включающего Сонам Капур, Абхишека Баччана, Бобби Деола и Бипашу Басу. Картина была ремейком голливудского фильма «Ограбление по-итальянски» 2003 года. Фильм провалился в прокате и получил (как и игра Нила) преимущественно негативные отзывы критиков. Субхаш Джа сказал, что он «приносит средне-грозный тон в злодейство», а согласно Суканье Верма из Rediff.com, Нил «принял злодея за несерьезного, что привело в результате к по-настоящему фальшивому исполнению роли».
В 2013 году он принял участие в трёх фильмах, однако все они потерпели неудачу в прокате.
Его первым релизом был драматический боевик Беджоя Намбиара «Дэвид», где он сыграл гангстера, босс которого контролирует азиатское сообщество в Лондоне 1970-х. Фильм получил смешанные отзывы, но игра Нила была хорошо принята критиками.
Пишущая для The Times of India, Мадхурита Мукхерджи описала её как «сдержанную и мощную».
В следующий раз он появился в паре с Сонал Чаухан в фильме ужасов «3G — связь, которая убивает». Снятый на Фиджи, фильм рассказывает историю о том, как пара сталкивается со сверхъестественными явлениями, когда они покупают телефон, поддерживающий 3G.
Фильм не имел успеха у критиков.
В отзыве для Rediff.com Анкур Патхак сказал, что Нил «сверх-агрессивен» и добавил, что его «язык тела постоянно стеснен».
Нил также появился в криминальном триллере Shortcut Romeo режиссёра Суси Ганесана с Амишей Патель и Пуджей Гупта. Картина вышла ограниченным тиражом и стала крупным провалом.
О его исполнении роли Мадхурита Мукхерджи сказала «Нил играет прекрасно как и всегда, он хорошо выглядит (ему нужно сделать менее яркими свои физические данные для таких ролей) и доказывает, что такие актёры как он нуждаются в лучших сценариях, чтобы подтвердить свой настоящий потенциал».
В начале 2014 года Нил завершил съёмки в двух фильмах: романтической драме Ishqeria Прерны Вадхаван в паре с Ричей Чадда и триллере Dassehra Маниша Ватсалья, в котором Нил исполнил роль «специалиста по встречам» (см. Encounter killings by police) в паре с Тиной Десаи. Он также сыграл злодея и самостоятельно озвучил своего персонажа в тамильском фильме «Кинжал» режиссёра А. Р. Муругадоса. Картина стала самой успешной в его карьере на тот момент, уже за 12 дней собрав в прокате более 100 крор (1 млрд рупий). В 2015 году вышла семейная драма Сураджа Барджатья Prem Ratan Dhan Payo, где он сыграл брата героя Салмана Хана, одержимого местью.
В 2016 году Нил исполнил роль злодея Вазира в фильме «Игра на вылет». В 2017 году он сыграл сына Индиры Ганди Санджая в фильме «Инду Саркар» и бизнесмена-антагониста в Golmaal Again, имевшем коммерческий успех. Его следующими работами стали Firrkie, а также многоязычный проект «Саахо», где ему отведена роль главного злодея.

### Социальная деятельность
В 2009 году Нил основал НПО для поддержки нуждающихся женщин, предоставляющую им еду, жилье и профессиональную подготовку, чтобы они могли обеспечивать себя самостоятельно. Благотворительный проект был назван в честь его бабушки, Сарал Деви. Актёр сказал: «Я прочитал о женщинах — угнетенных, эксплуатируемых мужчинами и другими членами семьи. Они подвергаются продаже как товары и вынуждены заниматься проституцией. Мне всегда больно слышать все это, и, в глубине души, я думаю, что я хотел бы создать организацию для поддержки таких женщин». В 2012 году он присоединился к Volkswagen в поддержку экологической акции «Think Blue», положившей начало повышению осведомленности о нехватке воды и других насущных экологических проблем.

## Фильмография
| Год  |   | Русское название                    | Оригинальное название       | Роль                       |
| ---- | - | ----------------------------------- | --------------------------- | -------------------------- |
| 1988 | ф | Путь к победе                       | Vijay                       | Викрам Бхардвадж в детстве |
| 1989 | ф | Что посеешь, то и пожнёшь           | Jaisi Karni Waisi Bharni    | Прем Кумар                 |
| 2007 | ф | Джонни предатель                    | Johnny Gaddaar              | Викрам / Джонни Джи        |
| 2009 | ф | Остановись, мгновение!              | Aa Dekhen Zara              | Рей Ачарья                 |
| 2009 | ф | Нью-Йорк                            | New York                    | Омар                       |
| 2009 | ф | Взаперти                            | Jail                        | Параг Манохар Дикшит       |
| 2010 | ф | Бей и лети!                         | Lafangey Parindey           | Нандан «Нанду» Камтекар    |
| 2010 | ф | Что с тобой будет, Джонни?          | Tera Kya Hoga Johnny        | Парвез                     |
| 2011 | ф | Семь мужей / Семь прощённых убийств | 7 Khoon Maaf                | майор Эдвин Родригес       |
| 2012 | ф | Игроки                              | Players                     | Паук                       |
| 2013 | ф | Дэвид                               | David                       | Дэвид / Икбал              |
| 2013 | ф | 3G – связь, которая убивает         | 3G - A Killer Connection    | Сэм                        |
| 2013 | ф | Ромео с обочины                     | Shortcut Romeo              | Сурадж                     |
| 2014 | ф | Кинжал                              | Kaththi (там.)              | Чираг                      |
| 2015 | ф | Неуловимый Прем                     | Prem Ratan Dhan Payo        | Юврадж Аджай Сингх         |
| 2016 | ф | Игра на вылет / Ферзь               | Wazir                       | Ферзь                      |
| 2017 | ф |                                     | Indu Sarkar                 | Санджай Ганди              |
| 2017 | ф | Весёлые мошенники 4                 | Golmaal Again               | Никхил                     |
| 2018 | ф |                                     | Ishqeria                    | Рагхав                     |
| 2018 | ф | Дуссера                             | Dussehra                    | Рудра Пратап Сингх Чаухан  |
| 2018 | ф |                                     | Kavacham (тел.)             | Викрамадитья               |
| 2019 | ф | Саахо                               | Saaho (там.) (тел.) (хинди) | Ашок Чакраварти            |
| 2019 | ф | Объездная дорога                    | Bypass Road                 | Викрам Капур               |
| 2024 | ф |                                     | Hisaab Barabar              | Мики Мета                  |
| 2025 | ф |                                     | Firrkie                     |                            |
| 2025 | ф |                                     | Hai Junoon                  | Гаган Ахуджа               |

## Награды и номинации
- 2008 — Номинация Filmfare Award за лучшую дебютную мужскую роль — «Джонни предатель»[англ.]
- 2008 — IIFA Award Лицо года — «Джонни предатель»
- 2008 — Номинация Screen Award самый многообещающий актёр-новичок — «Джонни предатель»
- 2008 — Номинация Stardust Award Супер-звезда завтрашнего дня — «Джонни предатель»
- 2008 — Star Guild Award за лучшее исполнение отрицательной роли — «Джонни предатель»
- 2008 — специальная премия критиков Zee Cine Awards — «Джонни предатель»
- 2010 — Номинация Filmfare Award за лучшую мужскую роль второго плана — «Нью-Йорк»[англ.]
- 2012 — Номинация Screen Award за лучшую мужскую роль второго плана — «Семь мужей»[англ.]
- 2015 — IIFA за лучшее исполнение отрицательной роли — «Кинжал»
- 2017 — Номинация IIFA за лучшую отрицательную роль — «Ферзь»
- 2017 — Номинация Zee Cine Awards за лучшую отрицательную роль — "Весёлые мошенники - 4"